# 卡斯爾格羅夫鎮區 (愛荷華州瓊斯縣)
卡斯爾格羅夫鎮區（英語：Castle Grove Township）是位於美國愛荷華州瓊斯縣的一個行政鎮區。

## 地方資料
根據2010年美國人口普查的數據，卡斯爾格羅夫鎮區的面積為93.38平方千米，當中陸地面積為93.38平方千米，而水域面積為0.00平方千米。當地共有人口382人，而人口密度為每平方千米4.09人。